# Stanowo (województwo warmińsko-mazurskie)
Stanowo (niem. Stenkendorf, Steenkendorf) – wieś niesołecka położona w województwie warmińsko-mazurskim, w powiecie iławskim, w gminie Iława. W latach 1975–1998 miejscowość należała administracyjnie do województwa olsztyńskiego.